# Marko Krunić
Marko Krunić (* 28. Dezember 2000 in Zürich) ist ein schweizerisch-serbischer Fussballspieler.

## Karriere
Krunić spielte als Junior beim FC Zürich und wurde 2018 in die zweite Mannschaft der Stadtzürcher aufgenommen, zugleich aber an die zweite Mannschaft des FC Winterthur ausgeliehen. Nach seiner Rückkehr bekam Krunić keinen Vertrag mehr und war einige Monate vereinslos. 2020 wurde er von der zweiten Mannschaft des FC Wils übernommen. Zum Wechsel zur Saison 2021/22 bekam Krunić seinen ersten Profivertrag in der ersten Mannschaft der Wiler. Seinen ersten Kurzeinsatz hatte Krunić bereits im Dezember 2020 gegen den FC Winterthur als er für gut sieben Minuten spielte. Im November 2021 erzielte Krunić seinen ersten Treffer für die U20 des FC Wil. Im Frühjahr 2023 wechselte Krunić als Vereinsloser zum FC Weesen. Im Sommer 2023 wechselte er in die 1. Liga zum FC Dietikon.